# Calceolaria australis
Calceolaria australis är en toffelblomsväxtart som först beskrevs av Molau, och fick sitt nu gällande namn av U. Molau. Calceolaria australis ingår i släktet toffelblommor, och familjen toffelblomsväxter. Inga underarter finns listade i Catalogue of Life.